# Mimetyzm

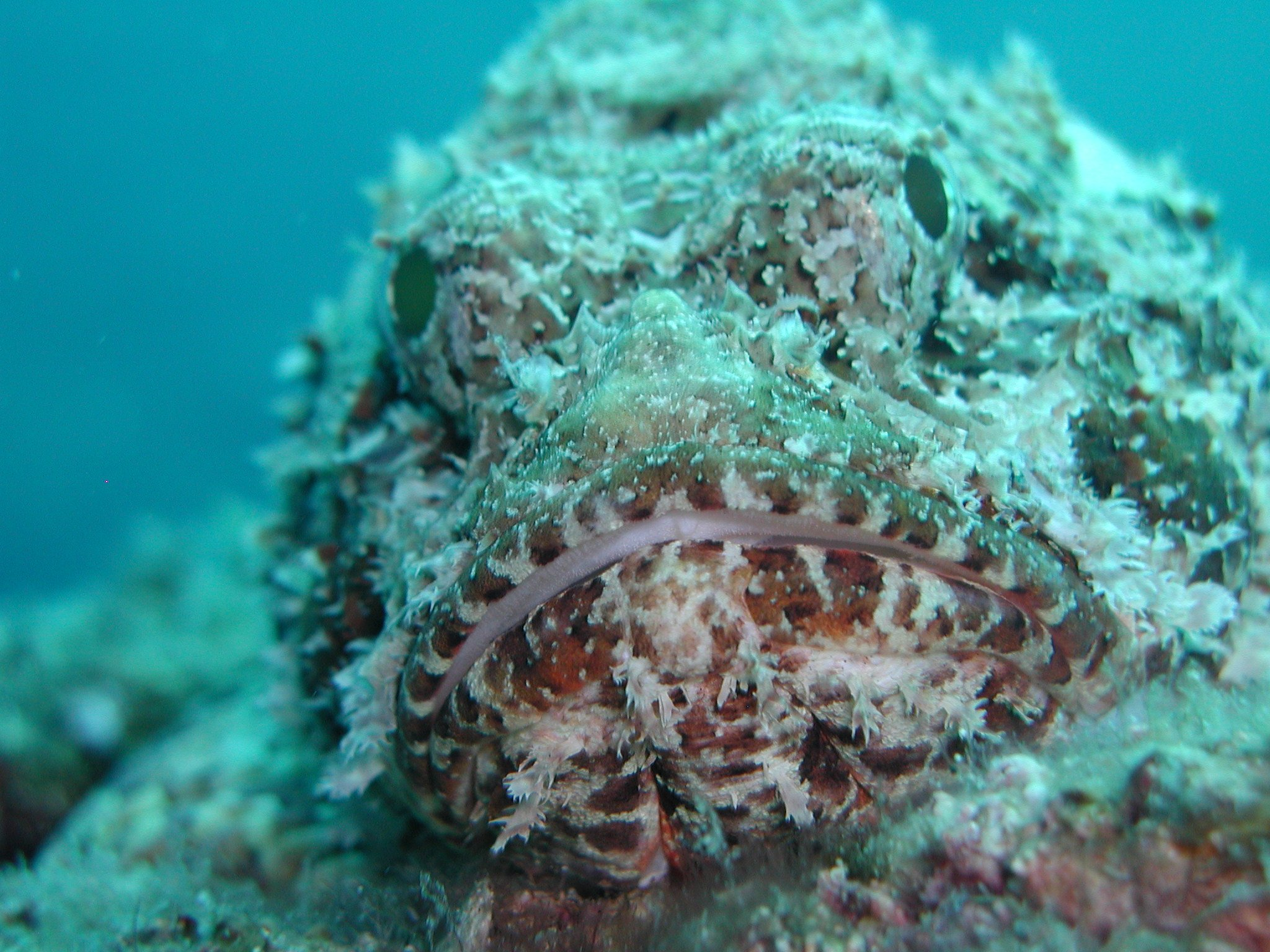
Ryba skorpenokształtna – przykład mimetyzmu

Mimetyzm (gr. mimetés ‘naśladowca’) – adaptacyjna zdolność niektórych zwierząt (rzadziej roślin) do upodabniania się barwą (homochromia) lub kształtem (homomorfia) do otaczającego je środowiska. Pojęcie mimetyzmu należy rozumieć w szerszym zakresie niż mimikrę, gdyż obejmuje nie tylko przystosowanie ochronne (w celu ukrycia się przed drapieżnikiem lub jego odstraszenia), lecz również maskowanie, kamuflowanie drapieżników czatujących na potencjalne ofiary.
Przykłady mimetyzmu:
- biały kolor futra niektórych zwierząt klimatu okołobiegunowego[2];
- upodabnianie się do liści (żywych lub suchych) – niektóre owady (np. straszyki[3], modliszki[1], zgarbowate[1], niektóre świerszcze[2]), niektóre płazy (np. rogatka ozdobna[1]), a nawet niektóre ryby[1];
- upodabnianie się do gałązek (żywych lub suchych) – patyczaki[1][2] oraz wiele gąsienic motyli (np. paziowate, miernikowcowate)[1];
- upodabnianie się do ptasich odchodów – gąsienice Papilio menestheus[1] i niektóre tropikalne pająki[1].

Akustyczną formą mimetyzmu jest także naśladowanie głosów, często spotykane u ptaków mimetycznych.
W literaturze i sztuce mimetyzm to naśladowanie lub kopiowanie rzeczywistości w dziele sztuki.